# تکیه ابوالحسن کلا
تکیه ابوالحسن کلا مربوط به دوره قاجار است و در شهرستان بابل، بخش گتاب، روستای ابوالحسن کلا واقع شده و این اثر در تاریخ ۱۱ مرداد ۱۳۸۴ با شمارهٔ ثبت ۱۲۵۵۵ به‌عنوان یکی از آثار ملی ایران به ثبت رسیده است.